# Ternáva
Ternáva románul: Târnava de Criș, falu Romániában, Erdélyben, Hunyad megyében.

## Fekvése
Körösbányától nyugatra, a Fekete-Körös jobbparti úton fekvő település.

## Története
Ternáva, Tornova egykor Zaránd vármegyéhez tartozott. Nevét 1439-ben Alsó- és Felső-Tornova néven említette először oklevél. Alsó- és FelsőTornova a világosi vár tartozékai voltak. Később neve többféle formában tűnt fel az oklevelekben, így 1808-ban Ternava, Tirnava,  1888-ban Ternáva (Ternavica), 1913-ban Ternáva néven volt említve.
1497-ben Tharnawa Moga Petru birtoka volt.
A trianoni békeszerződés előtt Hunyad vármegye Körösbányai járásához tartozott. 1910-ben 622 lakosából 605 román, 8 magyar volt. Ebből 604 görögkeleti ortodox, 8 görögkatolikus volt.